# آنا هال
آنا هال (بالسويدية: Anna Hall)‏ هي لاعبة كرة قدم سويدية، ولدت في 21 أبريل 1979.